# Ashburnham (Massachusetts)
Ashburnham – miasto w Stanach Zjednoczonych, w stanie Massachusetts, w hrabstwie Worcester.